# Leidse instrumentmakers School
De Leidse instrumentmakers School (afgekort LiS), consistent aldus gespeld, is een school die mbo-opleidingen fijnmechanische techniek verzorgt.
De school is gevestigd in Leiden, aan de Einsteinweg 61. De opleiding biedt specialisaties op de terreinen metaal, glas, lasertechnologie en mechatronica.

## Opleiding
Op de LiS worden twee mbo-opleidingen aangeboden: instrumentmaker (niveau 3, driejarig) en research-instrumentmaker (niveau 4, vierjarig). Ook worden onder de naam LiS Academy maatwerkopleidingen verzorgd op mbo-, hbo- en academisch niveau.

## Geschiedenis

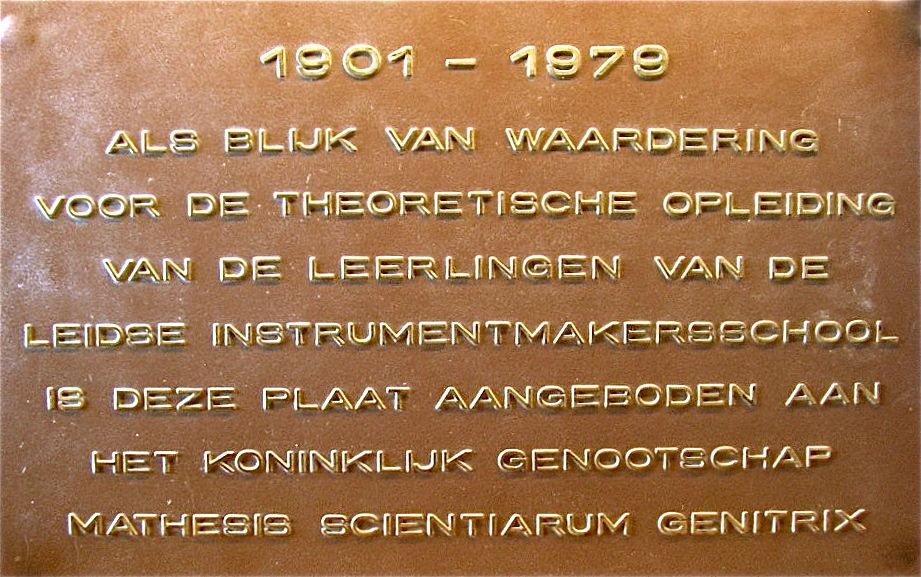
Gedenkplaat LiS voor MSG

De Leidse natuurkundige prof. Heike Kamerlingh Onnes wilde goede technici ter beschikking hebben ten dienste van zijn onderzoek. Hij richtte daarom in 1901 de Vereeniging tot Bevordering van de Opleiding tot Instrumentmaker en de instrumentmakersschool op. Daar werden de leerlingen opgeleid tot instrumentmakers en glasblazers, en na 1928 ook tot glasslijpers. De theoretische vakken werden van 1901 tot 1979 onderwezen door de school van het genootschap Mathesis Scientiarum Genitrix (MSG). Omdat de LiS vanaf 1938 als rijksgesubsidieerde instelling formeel een directeur moest hebben, werd dr. August Crommelin, de secretaris-penningmeester van het schoolbestuur, die nauw met Kamerlingh Onnes had samengewerkt, tot directeur benoemd. Hij oefende die functie uit tot 1945.
In december 1997 verhuisde de school van het Rapenburg in de binnenstad (naast de toenmalige locatie van het Kamerlingh Onnes Laboratorium) naar het Leiden Bio Science Park. Twintig jaar later was meer ruimte nodig door de snelle groei van de school van 300 naar 400 leerlingen. De aanbouw werd mogelijk gemaakt door gebruik te maken van drie miljoen euro uit het zogeheten 'Herfstakkoord'. De nieuwbouw werd vanaf schooljaar 2016-2017 in gebruik genomen en op 6 december 2016 geopend door koning Willem-Alexander.